# Jalen Adams
Jalen R. Adams (Roxbury, 11 dicembre 1995) è un cestista statunitense.

## Palmarès

### Squadra
- Campionato israeliano: 1

Maccabi Tel Aviv: 2022-2023
- Coppa di Lega israeliana: 1

Maccabi Tel Aviv: 2022

### Individuale
- Ligat ha'Al Sixth Man of the Year: 1

Hapoel Gerusalemme: 2021-22
- All-Israeli League Second Team: 1

Hapoel Gerusalemme: 2021-22